# Cuiba
I Cuiba (o anche Cuiva) sono un gruppo etnico della Colombia e del Venezuela, con una popolazione stimata di circa 700 persone. Questo gruppo etnico è per la maggior parte di fede animista e parla la lingua Cuiba (D:Yarahuuraxi-capanapara-CUI04).
I Cuiba sono strettamente correlati ai Masiguare e agli Amaruwa. Vivono sulle sponde dei fiumi Casanare e Capanapara.